# John Friis Berg
Johannes 'John' Julius Friis Berg (3. juni 1902 i København – 11. juli 1962 smst) var administrerende direktør for Tuborg. Han efterfulgte i 1961 Aage L. Rytter, men døde allerede året efter. Han blev efterfulgt af Viggo J. Rasmussen, der kom fra SAS.